# 故乡的风
故乡的风（日语：／ Furusato No Kaze */?），是日本的一個廣播電台，由日本政府的绑架问题对策本部向朝鲜民主主义人民共和国进行短波广播。

## 概要
2007年7月开始向朝鲜广播，广播语言有日语和语。

## 广播内容
主要广播有关失踪的日本人及失踪者家属的信息。

## 广播频率
日语
| 时间(JST)   | 频率                |
| 22:30-22:57 | 7295、7585、9705kHz |
| 23:30-00:00 | 7290、7520、9560kHz |
| 01:00-01:30 | 5945、6045、9690kHz |
| 02:00-02:30 | 6155kHz             |
| 03:00-03:30 | 5820kHz             |

韓語：，日语：，中文：日本的风
| 时间(JST)   | 频率                |
| 22:00-22:30 | 7295、7585、9705kHz |
| 00:00-00:30 | 7290、7520、9800kHz |
| 00:30-01:00 | 7290、7520、9800kHz |
| 01:30-02:00 | 6155kHz             |
| 02:30-03:00 | 5820kHz             |

※JST=UTC+9
- 2022年10月至现在

## 历史
- 2007年7月9日 - 开始广播。
- 2007年7月16日 - 朝鲜开始干扰该电台。
- 2008年3月12日 - 增加频率，分别是日语节目在23:30-00:00所用的11995kHz、朝鲜语节目在00:00-00:30所用的13725kHz。
- 2008年3月30日 - 日语节目改用11775kHz、朝鲜语节目改用11690kHz。
- 2008年7月14日 - 23:33分开始隔夜替换式使用9585kHz。
- 2008年11月 - 23:30-00:00、01:00-01:30播出的日语节目增加使用9880kHz和9780kHz，00:00-00:30、02:00-02:30播出的朝鲜语节目增加使用9780kHz和9820kHz。
- 2008年11月17日 - 9585kHz停止作为隔夜替换式使用频率，日语节目在22:33-22:57开始改为9965kHz常用，00:30-01:00播出的朝鲜语节目开始使用9965kHz。

## 发射台
故乡的风委託中華民國的中央廣播電臺在臺灣新北市淡水區及雲林縣褒忠兩座電台使用100千瓦、250千瓦或300千瓦的短波功率对朝鲜进行广播。目前朝鲜有時會对这个电台进行干扰，所以在朝鲜周边區域可能會收到干擾信号。